# Château du Bouilh
El château du Bouilh se encuentra en Saint-André-de-Cubzac, en Gironde. Está formado por un conjunto de edificios, un pabellón de honor y otras dependencias dispuestas en semicírculo que datan del siglo XVIII. Su  arquitecto fue Victor Louis, quien trabajó allí desde finales de 1786 hasta agosto de 1789. Fue objeto de una clasificación como monumento histórico del 17 de marzo de 1943 y se abrió al público el mismo año.
Está situado en la ciudad de Saint-André-de-Cubzac, el castillo de Bouilh está atravesado por la 45 . norte. Se encuentra a 26 kilómetros de Burdeos y Blaye, cuya ciudadela es Patrimonio de la Humanidad por la UNESCO, y a 29 kilómetros de Saint-Émilion, también Patrimonio de la Humanidad por la UNESCO. 

## Los orígenes
Los primeros vestigios de hábitat en Cubzaguais se remontan al período Magdaleniense, del 30 000 al 10 000 a. C. Sabemos que en la época celta había un oppidum en Cubzac-les-Ponts, un recinto fortificado donde los habitantes se refugiaban en caso de peligro. Es en la época galorromana que el nombre de Cubzac habría encontrado su origen según dos hipótesis. El primero se refiere a una tribu de Bituriges Vivisques, los " Cubos » cuya región fue llamada por los romanos « cubesacus que se convirtió en Cubzac y Cubzaguès. El segundo se basa en una villa, gobernando las tierras circundantes en I 1er . siglo antes de Cristo que habría pertenecido a un cierto " Cupito "cuyo nombre habría dado después de sucesivas deformaciones "cuptiaco" después "cubzac".
En el siglo VIII aparece en el promontorio de piedra caliza, el castillo de los Cuatro Aymon Sons, que sucederá a varios castillos, sede de los señores de Cubzaguais hasta el XVI XVI . siglo cuando Cubzac-les-Ponts dará paso a la fortaleza del Château du Bouilh en Saint-André-de-Cubzac . La casa noble de Bouilh ya existía en 1300 ya que encontramos a Milon du Bouilh que rindió homenaje en 1304 al arzobispo de Burdeos . Tras una transacción, Charles d'Albret, conde de Dreux y Gaure y capital de Buch, vendió la baronía de Cubzaguais con algunos otros feudos a Bertrand de Montferrand, señor de Montferrand y Veyrines. Luego, la propiedad se vendió en 1524 a Clinet de Lannes, barón de La Roche-Chalais . Queda entonces en manos de su yerno Charles de Durfort. Sylvie de Lannes se casó en 1654 con Gaspard de La Tour du Pin, señor de Chastelard, conde de Paulin.

## La reconstrucción del castillo.
Perteneció a Jean-Frédéric de La Tour du Pin Gouvernet, conde de Paulin, marqués de La Roche-Chalais y Cenevières, conde de Chastelard, vizconde de Tesson y Ambleville, vizconde de Calvignac, barón de Cubzac y du Cubzaguais, señor de Formarville, que fue teniente general de los ejércitos del rey en 1781.
El castillo medio en ruinas de Bouilh no podía convenir a tal personaje, a quien el favor real sonreía cada vez más, y como un día Jean-Frédéric de La Tour du Pin Gouvernet pidió a Luis XVI que se presentara en su provincia de Guyenne, y quien respondió a él : “ Pero no hay castillo que me reciba allí ! el mariscal de campo resolvió ofrecer a su rey una estancia digna de él.
Inmediatamente se puso en contacto con el arquitecto Victor Louis que acababa de dotar a Burdeos de su Grand Théâtre, objeto de admiración general. Los trabajos de construcción estaban en curso cuando el señor du Cubzaguais fue nombrado diputado a los Estados Generales de 1789 por la nobleza de Saintonge y partió hacia París, donde fue nombrado Ministro de Guerra por Luis XVI. En este período turbulento, para no ser sospechoso de utilizar fondos estatales, el ministro detuvo de inmediato la construcción del castillo.

## Un gran proyecto

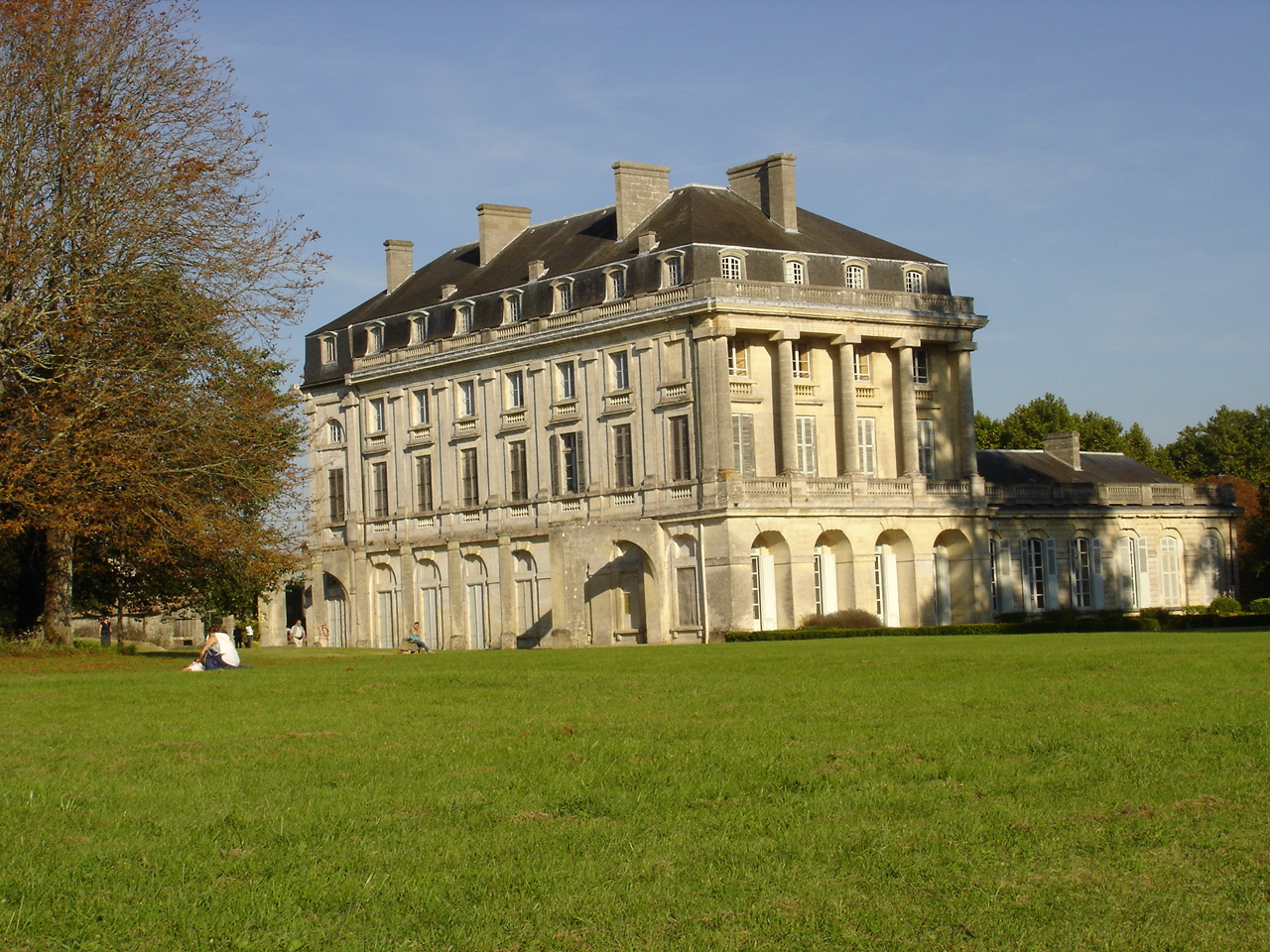
Vista del edificio principal desde el parque.

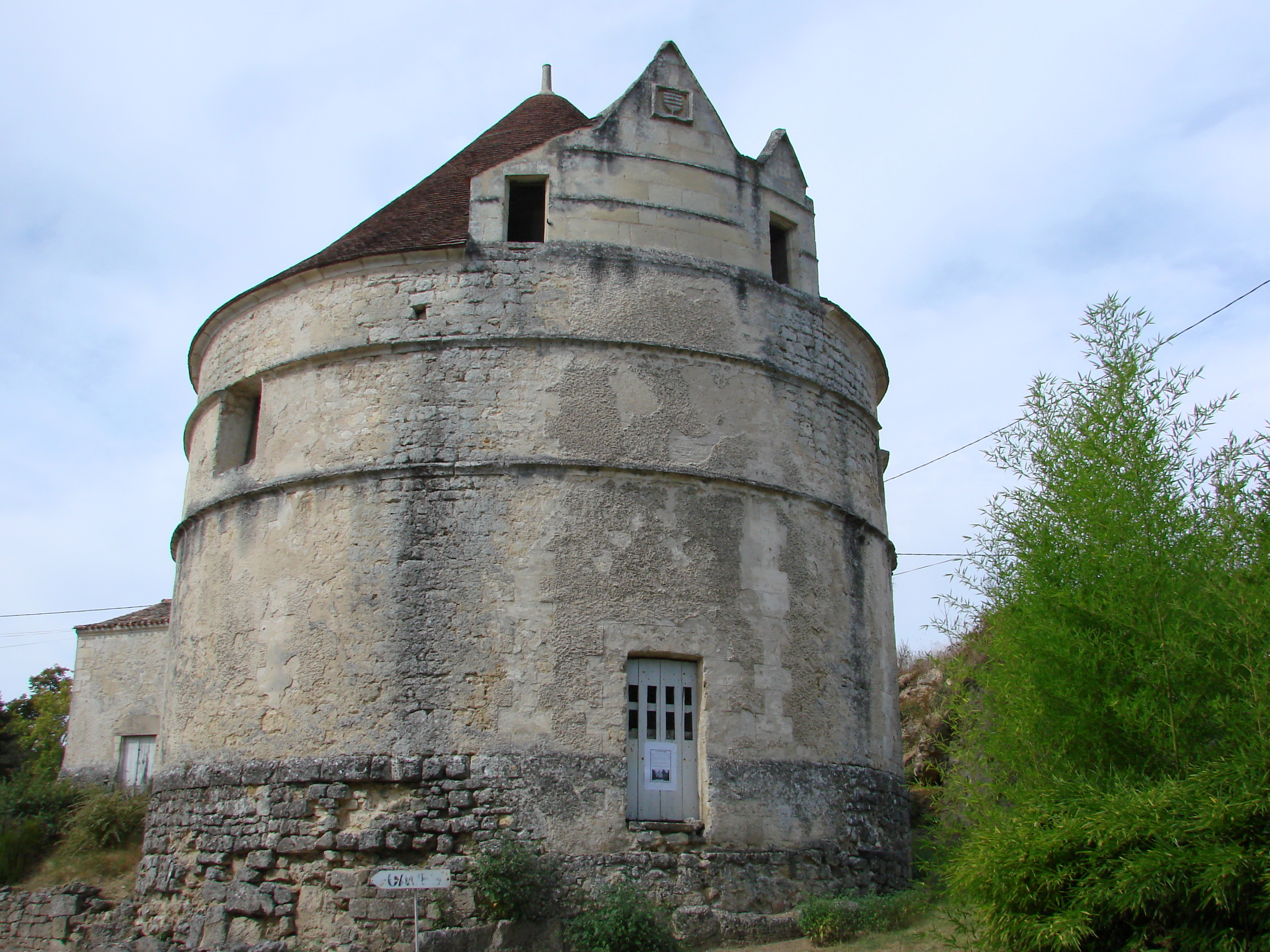
El vuelo del siglo e.

Según los planos del arquitecto Victor Louis, el Château du Bouilh constaría de dos grandes edificios principales conectados por una amplia galería semielíptica. Solo se completo el edificio principal occidental y la galería, quedando el edificio principal oriental en la etapa de proyecto. En efecto, comprometido tres años más tarde en el juicio de la reina María Antonieta, Jean-Frédéric de La Tour du Pin Gouvernet fue confrontado con ella, luego arrestado como sospechoso y condenado a muerte y guillotinado el 28 de abril de 1794.

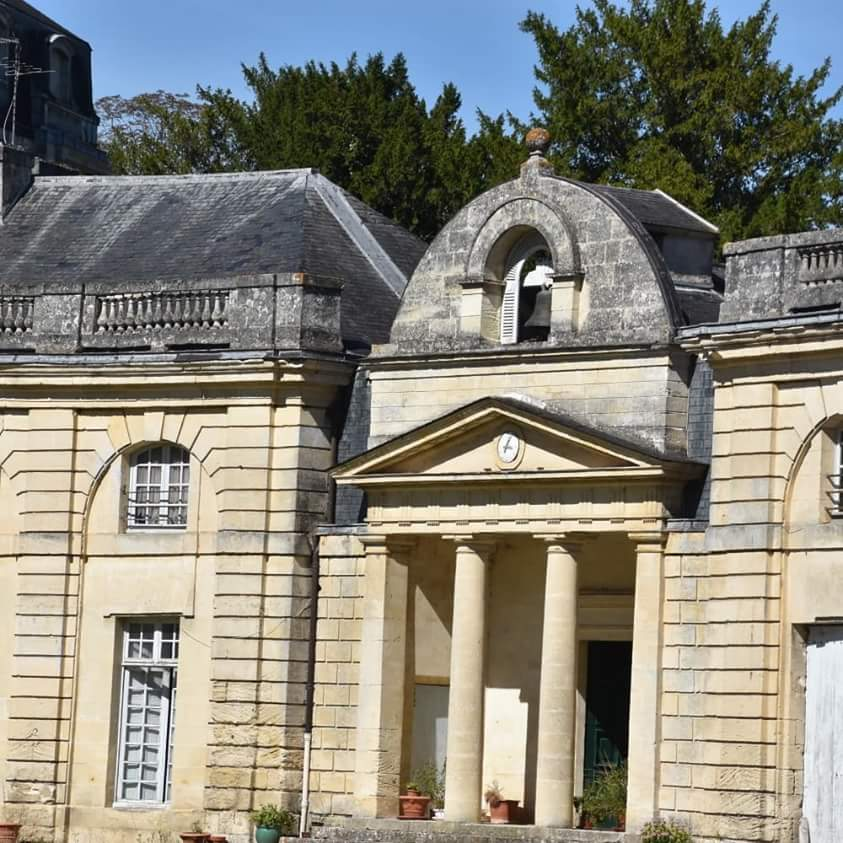
Entrada real.

El Château du Bouilh tiene un Palomar que es el único vestigio de la antigua casa solariega. De esto, la información es muy limitada. Incluía solo un número limitado de piezas: un cuarto bajo, un cuarto alto, cuatro dormitorios, una cocina, celdas. Este castillo estaba rodeado de murallas y fosos atravesados por un puente levadizo. La fuga tiene forma circular y su diámetro es 12 metros. Sus paredes están excavadas con 1 200 palomares.
Una gran torre de agua cuadrangular atravesada por varias puertas se extiende bajo una terraza. Esta torre de agua está equipada con una máquina hidráulica cuyo depósito basculante permitía elevar las aguas a otro depósito desde donde se distribuían por varios canales.
En el centro del hemiciclo formado por la galería de las dependencias, hay una capilla neogótica donde están enterrados los propietarios.
Detrás del castillo, las bodegas y cubas tienen lugar en una cantera de piedra dividida en varias salas.
El castillo fue incluido en el Inventario de Monumentos Históricos en 1938 y está clasificado, así como sus dependencias: la torre que sirve de pabellón de entrada, la torre de agua, la fuga, las bodegas, el edificio de la cuba, la casa del Intendente, el parque y los jardines) Monumento Histórico por orden del 17 de marzo de 1943.

## Venta del castillo a la familia Hubert-Delisle

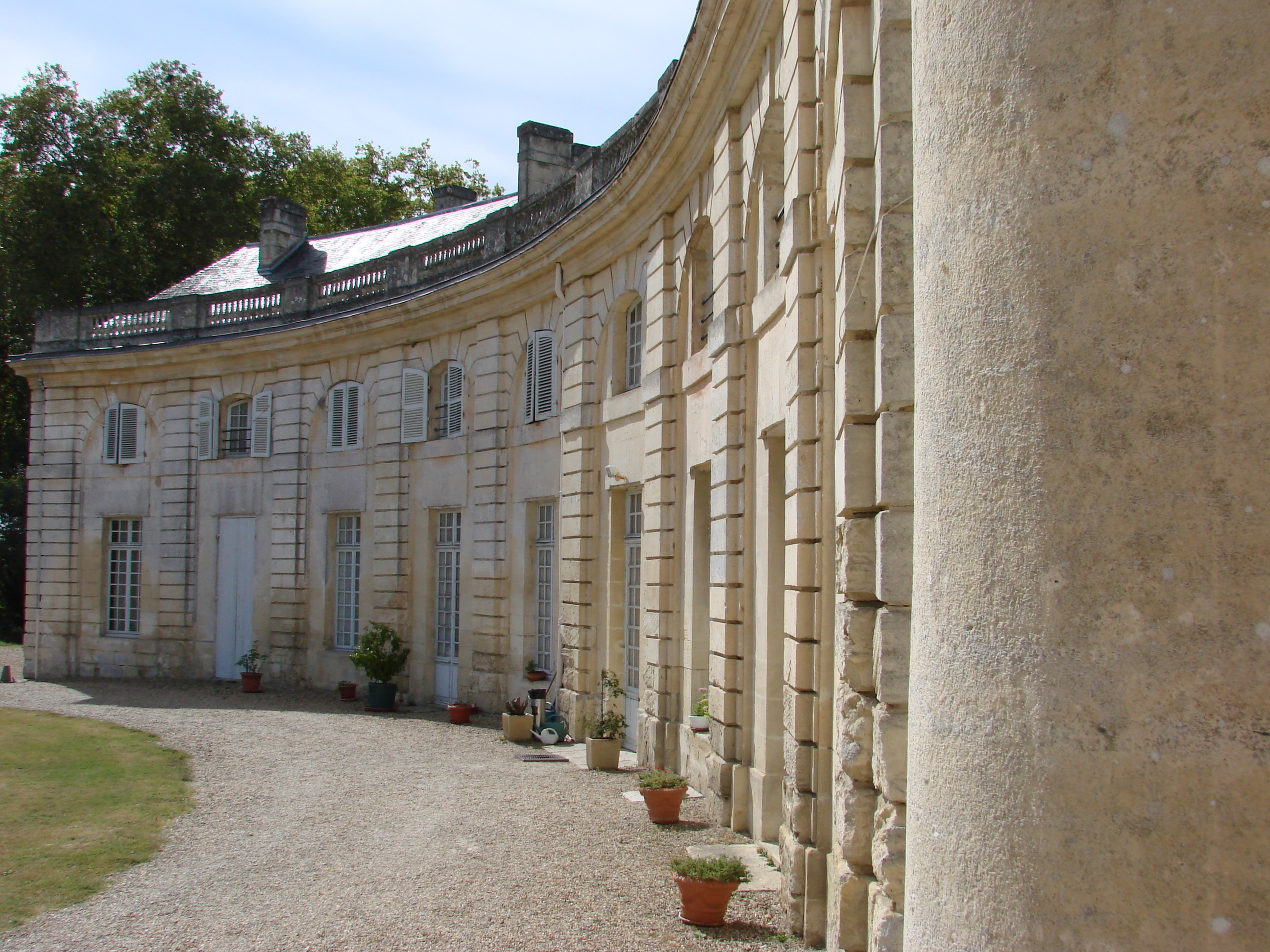
Vista de las dependencias en semielipse

Tras estos hechos, el castillo quedó sin terminar pero no fue vendido como propiedad nacional. Bajo la Restauración, el heredero del marqués de La Tour du Pin, Frédéric-Séraphin, fue embajador en Turín y España, ministro de Francia en La Haya. Vendió el castillo en 1835 a un florentino criollo de Reunión, Hubert de Montfleury.
Su hijo fueLouis Henri Hubert Delisle, quien fue gobernador de la isla de Reunión y luego senador bajo el Imperio. En 1864, Noéline Hubert Delisle se casó con Édouard de Feuilhade de Chauvin. El Château du Bouilh pertenece en la actualidad a sus descendientes.

## Películas
Sirvió como escenario para varias películas, incluida La Maison des Rocheville en 2010, Monsieur Léon en 2006 y Cousine Bette en 1996.